# El Sartorio
El Sartorio ist ein argentinischer Stummfilm von 1907. Er ist einer der ältesten noch erhaltenen Pornofilme. Bei El Sartorio handelt es sich um einen schwarz-weißen Kurzfilm, einen sogenannten stag film, der bei Herrenabenden und Junggesellenabschieden sowie in Bordellen gezeigt wurde. Im Gegensatz zum älteren französischen Pornofilm Le Coucher de la Mariée (1896) ist El Sartorio vollständig erhalten.
El Sartorio ist vermutlich der erste Pornofilm, bei dem Großaufnahmen des Geschlechtsaktes Anwendung fanden. 

## Inhalt
Sechs junge Frauen befinden sich nackt in einer arkadischen Landschaft und baden in einem Fluss. Ein als Satyr verkleideter Mann tritt hinzu, und es kommt zu Oralsex zwischen einer der Frauen und dem Mann. Danach kommt es zum Geschlechtsverkehr zwischen ihnen, bis die anderen Frauen herbeieilen und den Eindringling vertreiben.